# Storia del Sevilla Fútbol Club
Questa pagina tratta nel dettaglio la storia del Sevilla Fútbol Club.

## Esordi
Il club nasce ufficialmente nel 1890. In quell'anno un gruppo di giovani di Siviglia, figli di vecchi immigrati inglesi, crearono un club in cui praticare lo sport del calcio. Tra i precursori dell'attuale Sevilla Fútbol Club ci furono i fratelli Welton, Carlos e Enrique. Nati a Siviglia i fratelli vivono a Triana, dove il padre, un chimico di nome Jorge William Welton, aprì una piccola bottega in Calle San Jacinto. Assieme a loro va ricordato Isaiah White, un altro sivigliano figlio di un imprenditore inglese, Merry figlio di immigrati irlandesi e il dottor Landong. Molto presto si unirono altri giovani di origine britannica. Il gruppo fissò la segreteria del club in calle Bailén 41, indirizzo dell'abitazione del segretario del neonato club, Isaiah White. La più antica società spagnola dedicata esclusivamente al calcio era ufficialmente nata.
Attraverso un conoscente, un certo Henderson, il segretario seppe di una sociedad de recreo fondata l'anno precedente a Huelva che si dedica alla pratica di differenti discipline nei dintorni della città. Immediatamente contattò la società, nella lettera invitava il club a giocare la prima amichevole della storia del club a Siviglia.
Anche Huelva non era una società calcistica, Il signor Palin, segretario del Huelva Recreation Club, accettò la proposta del Sevilla Football Club di giocare la partita. In seguito a questa notizia Isaiah White inviò un articolo ai giornali di Siviglia che venne pubblicato il 7 marzo sul Porvenir e il giorno seguente (quello della partita) sul Bastion. La partita, che si giocò nei pressi dell'ippodromo di Tablada, vide il Sevilla Football Club vincere di misura per due reti a una. Le formazioni che scesero in campo furono per il Sevilla Football Club: Maccoll, Logan, Stroulger, Rickson, Annodall, Mandy, White, Enrique Welton, Greig, Sturgart e Nicholson, per il Huelva Recreation Club: Alcock, Yachts, Wakelin, Duclos, Boundary, Kirk, Daniel, Curtis, Gibbson, Badly e Smith. Questa è considerata dalla Federación Española de Fútbol la prima partita giocata in Spagna. Alla fine della gara il club andaluso invitò gli ospiti a un banchetto al café Suizo ("caffè Svizzero"), all'epoca uno dei più eleganti della città, che durò fino a tarda notte.
Il Huelva Recreation Club contraccambiò l'invito a giocare una seconda partita a Huelva che si giocò il 29 marzo alle 4 e mezza di pomeriggio. Il club vincitore fu quello ospite. Anche in questo caso fu organizzata una festa nell'albergo che ospitava il Siviglia.
La partita fu organizzata anche l'anno successivo a Siviglia il primo gennaio in occasione delle feste natalizie. Per il Sevilla Football Club scesero in campo: Maccol (capitano), Plews, Charlesworth, Thomson, Logan, Stroneger, Poppy, Welton, White, Geddes e Merry. La gara ebbe grande risonanza mediatica causa le errate dimensioni del campo: 120 metri di lunghezza per 55 di larghezza. Finendo in parità il match, fu organizzata una partita a Huelva il 14 febbraio. In questa circostanza vinse la squadra di casa. Nel 1892 la partita venne ripetuta in occasione del quarto centenario della scoperta dell'America. La competizione mise in palio la Copa del la Raza, trofeo che fu vinto dal Huelva Recreation Club.
Si ricorda un aneddoto relativo a questa competizione. Il calciatore del Huelva Pepe Garci effettuò un'entrata decisa al giocatore del Siviglia Carlos Welton, il quale cadde a terra privo di sensi. Josefa Niño, madre del giocatore colpito, si avventò sul campo da calcio rincorrendo Pepe Garci con un ventaglio nel tentativo di colpirlo.
All'inizio del Novecento José Luis Gallegos entrò in contatto con i pionieri del club e diede continuità al sodalizio. Il figlio del dottor Landong, Carlos Landong, entrò a far parte del primo consiglio di amministrazione della società il 14 ottobre 1905.

## Dal 1900 al 1940

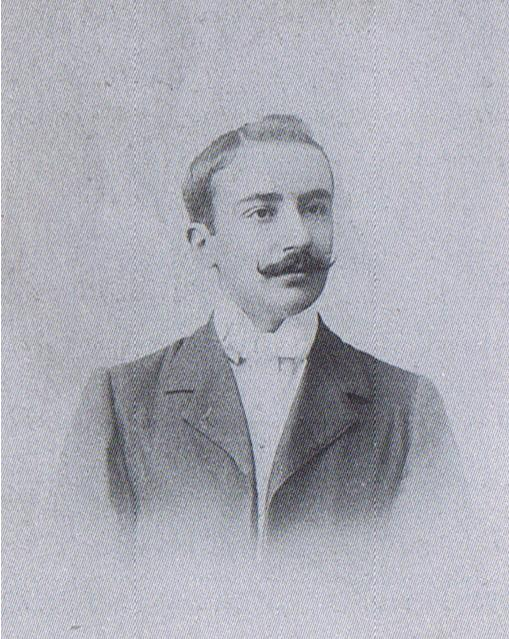
José Luis Gallegos, primo presidente del Siviglia.

Il Sevilla Fútbol Club fu registrato il 14 ottobre 1905 quando il governatore civile di Siviglia, Jose Contreras Carmona, approvò lo statuto. I nuovi vertici nominati furono José Luis Gallegos come presidente, Manuel Jiménez de Leon come segretario e tesoriere, e Juan Mejías, Samuel Harmech, Manuel Zapata Castañeda e Charles Landong furono scelti come portavoce. Il giorno seguente i firmatari dello statuto si incontrarono al Pasaje de Oriente, un noto ristorante dell'epoca. Fu in quella circostanza che Galician Jose Luis pronunciò la frase che sarebbe diventata l'emblema della società:
(Galician Jose Luis)
Le prime partite vennero disputate nello stadio chiamato Prado of San Sebastián, vicino al Parque de María Luisa nel quartiere Cuartel de Ingegneros. Il 30 gennaio del 1909 venne giocata una partita contro il Recreativo de Huelva. Il 1º gennaio del 1913 viene inaugurato il Campo del Mercantil, il nuovo stadio, in cambio il presidente del club, José María Miró, cede il Prado of San Sebastián al Círculo Mercantil.
Nel 1914 il club vince la prima Coppa di Siviglia. Dalla creazione della Coppa di Andalusia, nel 1916, fino alla sua scomparsa, 17 anni dopo, la società conquista 14 titoli e 3 secondi posti. Il 21 ottobre 1918 viene nuovamente cambiato lo stadio, il Siviglia si trasferisce al campo Regina Vittoria nella presente Avenida de la Palmera, dove nel 1923 la nazionale di calcio spagnola giocò la prima partita in Andalusia. A livello nazionale il Siviglia riesce a raggiungere le semifinali della Copa del Rey (unica competizione nazionale a quell'epoca) solo nel 1921. In questo periodo si consolidò la famosa linea d'attacco chiamata "la línea del miedo" e lo stile di gioco chiamato la scuola sivigliana. Il 7 ottobre 1928 lo stadio viene cambiato per la penultima volta, il nuovo stadio è chiamato Estadio de Nervión che è utilizzato fino al 1958 quando viene inaugurato l'adiacente stadio di oggi. Nel nuovo stadio il Siviglia raggiunse i primi grandi successi: tre Coppe di Spagna (un Trofeo Presidente de la República, un Trofeo del Generalísimo e una Copa del Generalísimo) oltre che la Liga.
Per la creazione dei campionati nel 1929, il Siviglia disputò un doppio incontro con il Racing de Santander per decidere quale sarebbe stato il decimo club che sarebbe entrato a far parte della prima divisione. La sconfitta contro il Racing manda il club in seconda divisione, campionato che viene vinto. La promozione però non avviene proprio in seguito ad un altro doppio scontro con il Racing di Santander che avrebbe deciso la promozione in prima divisione del club andaluso o la retrocessione del Santander. Ne seguono alcuni anni di risultati mediocri fino alla stagione 1934-1935 quando il Sevilla FC fa il suo debutto nella Primera División de España.

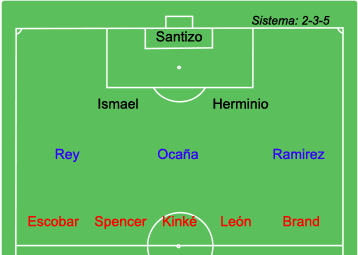
Una formazione del Siviglia nel 1921

Nel 1935 vince anche la Copa di Spagna sconfiggendo il Sabadel per tre reti a zero. Dopo la guerra civile spagnola vinse contro il Racing de Ferrol per 6 a 2 la seconda coppa di Spagna, denominato Trofeo del Generalísimo che divenne di proprietà del club.

## Anni quaranta e cinquanta
Dopo la pausa in occasione della guerra civile, la Liga ricominciò nella stagione 1939-1940. In questa il Siviglia giocò partite record battendo il FC Barcelona 11-1, il Valencia CF 10-3 e l'Hercules CF 8-3. Nonostante queste prestazioni durante il girone di ritorno, un pareggio contro l'Hercules CF non gli permise di conquistare il titolo. In quella stagione l'attacco fu soprannominato stukas, come i devastanti velivoli da guerra tedeschi.
Dopo alcuni anni nelle prime posizioni della Liga senza mai riuscire a vincere il titolo, nel 1945-1946 arrivò l'unico titolo nella competizione. L'ultima giornata contro il Barcelona, la squadra allenata da Ramón Encina, sul campo Les Corts, riuscì a vincere con un gol di Araújo. La società riuscì comunque a conquistare il secondo posto nel 1939-1940, 1942-1943, 1950-1951 (risultato molto contestato) e 1956-1957.
Tre anni dopo nel 1948 il Sevilla vinse la sua terza Coppa di Spagna contro il Celta de Vigo per 4 reti a una. Nel 1955 e nel 1962 ottenne il secondo posto nella stessa competizione. Dopo la sconfitta nella Coppa di Spagna del 1962, il Siviglia dovette attendere 44 anni per disputare un altro match valido per un titolo a livello nazionale o internazionale. In questi anni pochi risultati buoni furono oscurati da molti risultati negativi. Il Sevilla FC inaugurò il suo nuovo stadio nel 1958, poco dopo la morte del suo presidente più rappresentativo, Ramon Sanchez Pizjuán, in onore del quale fu intitolato il nuovo campo di gioco.

## Anni sessanta e settanta
Nel 1960 il Siviglia giunse a metà classifica, nella stagione 1965-1966 si qualificò per la Coppa delle Fiere ma l'anno seguente riuscì solo a salvarsi da una retrocessione che avvenne nella stagione successiva, dopo 33 anni consecutivi nella massima divisione. Due anni dopo riuscì a classificarsi terzo, risultato che gli permise di partecipare alla Coppa delle Fiere ma che non impedì la retrocessione nella stagione 1971-1972. La squadra militò 3 anni nella seconda divisione. Il primo di questi anni la società visse la tragica morte del centravanti Pedro Berruezo sul campo del Pasarón a Pontevedra.
La qualità della squadra che vedeva tra le sue file il famoso Biri-Biri (che prende il nome alla famosa penna) gli permise una nuova promozione in prima divisione nella quale rimase per 21 anni. Come aneddoto si può ricordare il gol segnato da Paul Breitner, terzino tedesco del Real Madrid, che nella stagione 1975-76 firmo una realizzazione attraverso un foro laterale della rete. Nel 1980, la rosa formata da giocatori come Francisco López Alfaro e Pintinho (che segnò 4 reti al suo debutto contro il Real Saragozza), allenata prima da Miguel Muñoz e quindi da Manolo Thistle sfoderò un calcio che impressionò l'Europa, permettendo al club di partecipare due volte consecutive alla Coppa UEFA nelle stagioni 1981-1982 e 1982-1983. Durante gli ottavi di finale di Coppa UEFA 1982-83, dopo la sconfitta esterna contro i greci del PAOK per due reti a zero, ribaltò il risultato in casa vincendo per quattro reti a zero, ma nei seguenti quarti di finale venne eliminato dai tedeschi dell'1. FC Kaiserslautern.

### Anni novanta

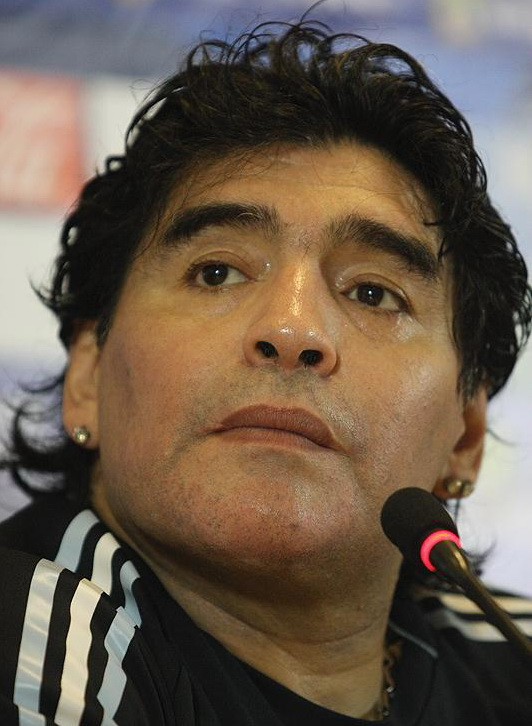
Diego Armando Maradona, al Siviglia nella stagione 1992-93 con 26 presenze e 5 gol.

Alcuni anni dopo, nella stagione 1989-90, con Vicente Cantatore sulla panchina, il club ottenne una nuova partecipazione alla Coppa UEFA. Quell'anno la punta austriaca Anton Polster riuscì a segnare 33 reti ma non vinse la classifica dei capocannonieri poiché Hugo Sánchez riuscì ad arrivare a quota 38. Nella stagione 1992-1993 Diego Armando Maradona arrivò nel club per mano del nuovo allenatore Carlos Bilardo, giocò poco e lasciò la squadra a fine stagione, senza mai esaltare il pubblico andaluso. Sotto la guida di Luis Aragonés, durante la seconda stagione riuscì a raggiungere buoni risultati classificandosi per la Coppa UEFA 1994-1995 ma nessuno poteva prevedere quello che sarebbe successo l'anno successivo.
La legge sportiva obbliga le squadre, che si stanno gradualmente trasformando in Sociedades Anónimas Deportivas (una particolare tipologia di società per azioni spagnole), a presentare garanzie in base alle previsioni dei debiti prima del 1º agosto 1995. Per cause diverse il Siviglia ed il Celta Vigo non poterono completare questi obblighi e furono retrocesse d'ufficio nella Segunda División spagnola. La notizia provocò importanti reazioni da parte dei tifosi decisi a scendere in piazza per mostrare il proprio disappunto nei confronti delle decisioni sportive. La dirigenza del Sevilla affermò inoltre di aver spedito tutta la documentazione richiesta entro il limite indicato. La federazione integrò in prima divisione le due squadre retrocesse la stagione precedente, vale a dire Real Valladolid e Albacete. Le pressioni dei tifosi spinsero la FEF a creare un campionato straordinario a 22 squadre per due anni riammettendo anche le due formazioni retrocesse d'ufficio. Nonostante le problematiche estive la stagione del Siviglia fu buona; la partecipazione alla Coppa UEFA si concluse con l'eliminazione per mano dei connazionali del Barcellona.
L'azionista di maggioranza del club, González de Caldas, ed il tecnico Camacho, portarono il club alla rovina sportiva e al fallimento economico, svendendo i giocatori per uscire dai debiti. Anche lo stadio fu messo in vendita. La rosa orfana dei suoi campioni non poté far altro che subire l'ennesima retrocessione in seconda divisione. Dopo due stagioni arrivò la nuova promozione a spese del Villarreal, ma la stagione 1999-2000 in prima divisione fu una delle peggiori della storia del club e si concluse con una nuova retrocessione.

## Anni duemila

### 2000-2005: la risalita
Dopo alcuni anni di sconfitte e problemi economici, Roberto Alés assunse la presidenza del Sevilla FC. Sotto il suo mandato le parole d'ordine furono "economia di guerra" e "metodo tedesco". Iniziò così un periodo di austerità e riduzione dei debiti.
Il Siviglia, con debiti elevatissimi e praticamente senza denaro (lo stesso Roberto Alés dovette pagare dei palloni per fare allenare la squadra, con le casse del club completamente vuote), fu obbligato a vendere le sue stelle, tra cui Vasilīs Tsiartas, Juan Carlos, Carlos Marchena e Jesuli, alcune delle quali cresciute nelle giovanili. Fu nominato l'ex portiere e amministratore delegato Monchi come direttore sportivo, mentre Joaquín Caparrós fu scelto come allenatore. Secondo la politica del hombres, y no nombres furono ingaggiati giocatori semisconosciuti, la maggior parte dei quali a costo zero. La politica della squadra era quella di seguire al meglio i propri giocatori e le reali necessità della formazione. Fu inoltre creata una vera e propria rete capillare di osservatori per scovare giovani talenti in tutto il mondo, specialmente in Sud America.
La nuova rotta diede i suoi frutti, dato che con prestazioni molto concrete se pur poco spettacolari la squadra riuscì a guadagnare la promozione vincendo la seconda divisione con 23 vittorie e 66 reti, risultato che costituisce un record. Al primo anno in massima divisione, pur con pochi fondi, fu creato un gruppo competitivo che riuscì a salvarsi senza troppi problemi. Due anni dopo la presidenza passò al vicepresidente José María del Nido, famoso per la sua gestione economica durante la crisi.
Il nuovo presidente ebbe a disposizione più denaro e poté acquistare negli anni giocatori di alto livello, senza però depauperare le risorse economiche. Intanto, grazie anche ai primi buoni risultati, i tifosi tornarono a sostenere il club con più passione e a popolare lo stadio per le partite casalinghe. Tra i giovani colpi di mercato a basso prezzo del nuovo presidente figuravano l'uruguaiano Darío Silva e le stelle brasiliane Júlio Baptista e Daniel Alves, allora sconosciuti ai più in Europa, giocatori che portarono alla ribalta il club a livello continentale fino all'accesso alla Coppa UEFA.
Nella stagione 2004-2005, che precedette il centenario del club, il club occupò per tutta l'annata una posizione utile per disputare l'anno dopo i preliminari di UEFA Champions League, ma per via una sconfitta casalinga subita all'ultima giornata contro il Malaga (0-2) ottenne solo il sesto posto e la qualificazione alla Coppa UEFA. Protagonisti dell'annata furono i giovani Jesús Navas e Sergio Ramos e il brasiliano Júlio Baptista, autore di 18 gol in 33 partite.

### 2005-2008: le due Coppe UEFA e la Supercoppa europea, la tragedia di Puerta

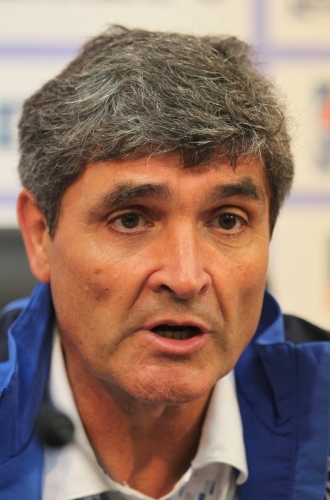
Juande Ramos, vincitore di due Coppe UEFA alla guida del club andaluso.

Con Juande Ramos in panchina, nell'annata seguente, quella del centenario, l'epilogo amaro si ripeté. La formazione andalusa, distratta dall'impegno europeo in Coppa UEFA, fu superata in campionato da Real Madrid e Barcellona e concluse il campionato 2005-2006 al quinto posto. L'anno del centenario coincise, però, con l'inizio del periodo vincente in Europa.
Avendo concluso la stagione 2004-2005 al sesto posto nella Liga, il Siviglia ebbe accesso al primo turno della Coppa UEFA 2005-2006, dove fu protagonista di un percorso memorabile fino alla finale di Eindhoven, vinta contro il Middlesbrough per 4-0, scarto record per una finale di Coppa UEFA giocata in match singolo. I marcatori furono, nell'ordine: Luís Fabiano, Maresca (doppietta) e Frédéric Kanouté.
Avendo vinto la Coppa UEFA, il Siviglia ebbe diritto a disputare la partita valida per l'assegnazione della Supercoppa europea contro il Barcellona, che fu sconfitto con un netto 3-0 allo stadio Louis II di Montecarlo, grazie ai gol di Renato, Frédéric Kanouté ed Enzo Maresca su calcio di rigore. Come nella finale di Coppa UEFA, anche in questa partita il Siviglia fece registrare il record di reti realizzate in una finale unica di Supercoppa europea. La squadra si aggiudicò così il secondo titolo europeo in tre mesi, un risultato storico per una società che fino a pochi anni prima militava nella seconda divisione spagnola.
La stagione 2006-2007 vide il club lottare sia sul fronte nazionale che continentale. Piazzatasi al terzo posto in campionato, la squadra si qualificò alla UEFA Champions League, poi si aggiudicò per la seconda volta la Coppa UEFA, prevalendo ai tiri di rigore nella finale tutta spagnola disputata ad Hampden Park, Glasgow, contro l'Espanyol, e la Coppa del Re, vinta in finale contro la rivelazione Getafe.
L'inizio del campionato seguente fu segnato da un evento drammatico: durante la prima partita di campionato del Siviglia contro il Getafe (vinta per 4-1), Antonio Puerta si accasciò a terra improvvisamente, colpito da arresto cardiaco. Malgrado si fosse rianimato per raggiungere gli spogliatoi, il giovane fu nuovamente colpito da altri arresti cardiaci e trasportato in ospedale, ma tutti i tentativi di salvarlo furono inutili: morì all'età di 22 anni. Nella sfida di Supercoppa europea del 31 agosto 2007 allo Stadio Louis II di Montecarlo, persa per 1-3 contro il Milan, tra i tanti omaggi a lui dedicati fu osservato un minuto di silenzio. Verso la fine di ottobre Ramos, accordatosi con il Tottenham, si dimise e fu sostituito da Manolo Jiménez. In UEFA Champions League il Siviglia fu sorteggiato in un girone con Arsenal, Steaua Bucarest, e Slavia Praga. Dopo aver perso per 3-0 la prima partita contro l'Arsenal, gli andalusi vinsero le restanti cinque partite qualificandosi agli ottavi come primi classificati nel raggruppamento. Contro il Fenerbahçe, il Siviglia perse per 3-2 l'andata in Turchia e con lo stesso risultato vinse il ritorno in casa, ma i rigori furono fatali agli andalusi, che furono eliminati dalla competizione. In campionato la squadra si piazzò quarta a pari punti con l'Atletico Madrid, ma per classifica avulsa il piazzamento divenne il quinto posto. Il Siviglia mancò così la qualificazione alla UEFA Champions League, centrando invece un piazzamento utile per accedere alla Coppa UEFA.
Fin dall'inizio della Liga 2008-2009 il Siviglia mise in mostra un bel calcio e parve addirittura in grado di lottare ad armi pari con Barcellona e Real Madrid. Dopo tre mesi ottimi, la squadra andalusa attraversò tuttavia un periodo di difficoltà a cavallo fra novembre e dicembre, durante il quale affrontò nell'ordine le altre quattro grandi di Spagna: Barcellona, Real Madrid, Valencia e Villarreal. Il periodo di crisi culminò con l'eliminazione in Coppa UEFA già nella fase a gironi, a causa della sconfitta per 1-0 contro la Sampdoria. L'inizio del 2009 fu caratterizzato da un buon percorso in campionato, che stabilizzò i biancorossi al terzo posto della Liga, ma anche dall'eliminazione in semifinale di Coppa del Re per mano dell'Athletic Club di Bilbao. In primavera il Siviglia si presentò con un buon vantaggio sulle altre pretendenti al terzo posto, ma le quattro sconfitte consecutive contro Getafe, Barcellona, Real Madrid e Valencia misero a rischio la qualificazione alla massima competizione europea. La vittoria nello scontro diretto col Villarreal (0-2) però riaccese l'entusiasmo e gli andalusi tornarono a fare punti e convincere. Il 23 maggio 2009, alla penultima giornata di campionato, il gol di Diego Perotti al 90° della sfida con il Deportivo La Coruña consegnò al Siviglia la certezza aritmetica del terzo posto finale con una giornata di anticipo e la serata si concluse fra i festeggiamenti sotto i fuochi d'artificio del Sánchez-Pizjuán, pronto ad accogliere in settembre la UEFA Champions League per la terza volta nella storia del club.
Nella Liga 2009-2010 il Siviglia non cominciò subito bene. Ciononostante riuscì ad eliminare agli ottavi di finale della Coppa del Re il Barcellona vincendo per 1-2 al Camp Nou e perdendo per 0-1 in casa. In UEFA Champions League fu eliminato agli ottavi di finale dal CSKA Mosca. Dopo diversi risultati negativi, che fecero perdere al Siviglia il quarto posto in favore del Maiorca, l'allenatore Manuel Jiménez Jiménez fu esonerato e sostituito da Antonio Álvarez. Con lui il Siviglia chiuse il campionato al quarto posto, qualificandosi nuovamente alla UEFA Champions League dell'anno seguente, dopo aver combattuto a lungo per la qualificazione con il Maiorca. Inoltre vinse la Coppa del Re, sconfiggendo in finale l'Atlético Madrid.

## Anni duemiladieci e duemilaventi

### 2010-2013: anni di transizione
Nel 2010-2011 il Siviglia comincia l'annata sconfiggendo per 3-1 il Barcellona in casa, nell'andata della Supercoppa di Spagna, tuttavia al ritorno, al Camp Nou, perde per 4-0, consegnando il trofeo ai catalani a causa di un turn-over per risparmiare energia in vista della partita contro il Braga. Nei preliminari di UEFA Champions League, però, la squadra andalusa viene eliminata dallo Sporting Braga e quindi retrocede in Europa League. Il 26 settembre 2010, dopo la quinta giornata di campionato, l'allenatore Antonio Álvarez viene esonerato e sostituito da Gregorio Manzano. Il campionato viene chiuso al quinto posto. Il 7 giugno 2011 la società nomina come nuovo allenatore Marcelino García Toral, che nella stagione 2010-2011 aveva allenato il Racing Santander, mentre Manzano, passa all'Atlético Madrid.
La stagione 2011-2012 si apre con l'eliminazione già ai preliminari di Europa League per mano dell'Hannover 96. Durante la stagione la squadra resta nella parte medio-alta della classifica della Liga, salvo poi avere un calo di rendimento e chiudere al nono posto, piazzamento che preclude agli andalusi di accedere alle coppe europee, cosa che non accadeva dal 2003. Nel mercato di gennaio la dirigenza riporta al Siviglia il calciatore José Antonio Reyes. Proprio durante questa stagione, il 21 aprile 2012, la tifoseria inscena una spettacolare protesta contro i diritti televisivi spettanti per lo più al Real Madrid e al Barcellona e solo in ridotta parte a tutte le altre squadre, in ragione del 50% ai due più titolati club e del rimanente 50% agli altri 18 club di prima divisione. Quel giorno la televisione spagnola ritarda l'inizio della partita Siviglia-Levante per  trasmettere le interviste post-partita dell'incontro (la rueda de prensa, conferenza stampa) tra Real Madrid e Barcellona. Per questo motivo, durante la partita, il gruppo di tifosi più accesi del Siviglia, i  Biris Norte, lanciano in campo migliaia di palline da tennis, costringendo a un'interruzione per alterare i tempi della trasmissione televisiva, mentre cori all'unisono denunciano in modo eclatante la disparità di trattamento, scandendo con ironia l'auspicio di un campionato ridotto alle sole Real Madrid e Barcellon, composto da 38 derby.
Nella stagione 2012-2013, dopo un buon avvio, la squadra comincia a imbattersi in risultati negativi che la conducono a metà classifica. Nonostante il buon organico e l'obiettivo della qualificazione alla UEFA Champions League fissato all'inizio della stagione, la squadra coglie solamente 6 vittorie nella prima parte di annata, chiudendo il girone d'andata al dodicesimo posto. Riesce, tuttavia, a raggiungere i quarti in Coppa del Re, dove affronta il Real Saragozza. Dopo lo 0-0 in Aragona, il ritorno al Ramón Sánchez-Pizjuán vede gli andalusi imporsi a valanga con un 4-0. La squadra sarà eliminata dall'Atlético Madrid in semifinale. In campionato, sconfiggendo per 4-3 il Valencia all'ultima giornata (e condannandolo così al quinto posto), gli andalusi si piazzano noni e, grazie alla squalifica del Malaga e alla mancata licenza UEFA del Rayo Vallecano, si qualificano ai preliminari dell'Europa League.

### 2013-2016: le tre Europa League vinte consecutivamente

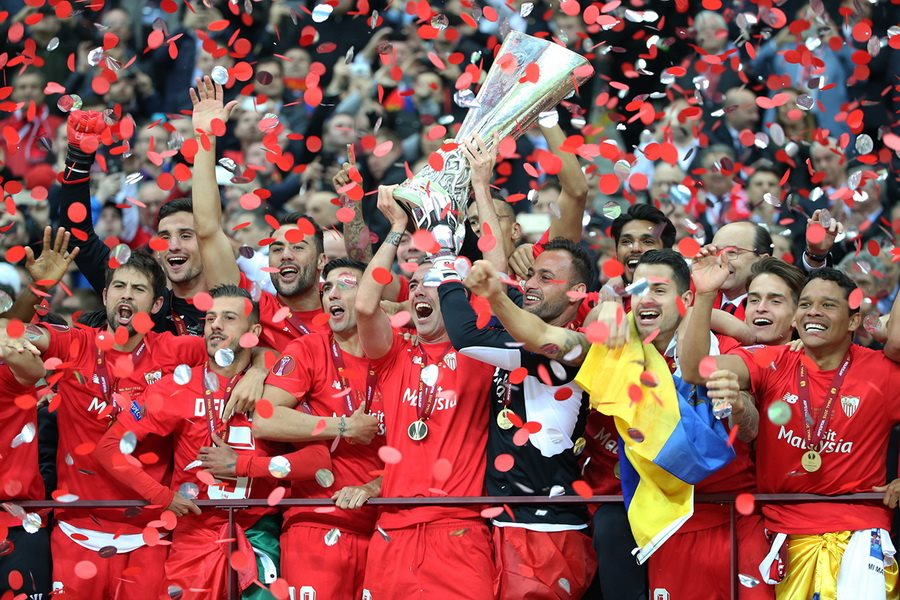
La quarta affermazione in Coppa UEFA/Europa League, nell'edizione 2014-15, che ha fatto del Siviglia il più vincente nella storia della manifestazione.

Il 2013-2014 è una stagione positiva per il Siviglia. In campionato la compagine andalusa chiude a pochi punti dall'Athletic di Bilbao che occupa il quarto posto, ultimo posizionamento utile per accedere ai preliminari di Champions League. La vera soddisfazione arriva, però, in UEFA Europa League. Dopo aver agevolmente superato il terzo turno preliminare contro i montenegrini del Mladost Podgorica (3-0 e 6-1 rispettivamente nella gara d'andata e di ritorno), i sivigliani superano altrettanto facilmente i play-off, contro la compagine polacca dello Śląsk Breslavia (4-1 e 5-0), accedendo così alla fase a gironi. La squadra andalusa è inserita nel gruppo H con Slovan Liberec, Friburgo ed Estoril Praia e si classifica prima nel girone con 12 punti. Dopodiché il cammino verso la conquista del trofeo si rivelerà ben più tortuoso. Scavalcato il Maribor ai sedicesimi (2-2 e 2-1) e sconfitto nel derby cittadino il Real Betis agli ottavi (0-2 e 2-0, gara decisa poi ai tiri di rigore, con il 4-3 in favore del Siviglia), la squadra si ritrova ad affrontare ai quarti i portoghesi del Porto, dando vita ad un derby iberico. Dopo la sconfitta nella gara d'andata per 1-0, gli spagnoli prevarranno sul club di Porto con un convincente 4-1 nella gara di ritorno. In semifinale, nel derby spagnolo con il Valencia, il Siviglia vince la gara di andata in casa per 2-0, ma nella sfida di ritorno al Mestalla si ritrova sotto di ben tre reti. Un gol siglato al 94º minuto dal camerunese Stephane M'Bia, che già aveva messo a segno una marcatura all'andata, permette alla squadra allenata da Unai Emery di fissare il punteggio sul 3-1 e di accedere così alla finale, grazie alla regola dei gol in trasferta. In finale è ancora derby iberico, contro il Benfica. Dopo lo 0-0 dei supplementari, gli andalusi vincono per 4-2 ai rigori, aggiudicandosi il prestigioso trofeo per la terza volta.
La stagione 2014-2015 inizia con la sconfitta in Supercoppa Europea contro il Real Madrid (0-2). In Europa League invece il percorso è costellato di successi (contro Borussia Mönchengladbach, Villarreal e Zenit San Pietroburgo) che portano gli andalusi fino alla semifinale contro la Fiorentina. La gara d'andata viene vinta per 3-0, mentre al ritorno gli andalusi si impongono al Franchi per 2-0. Il Siviglia approda così alla sua seconda finale consecutiva. Il 27 maggio affronta il Dnipro Dnipropetrovsk allo Stadio Nazionale di Varsavia e si impone con il punteggio di 3-2. Il club andaluso diventa così l'unico club capace di vincere per quattro volte la Coppa UEFA/Europa League.
La stagione 2015-2016 non inizia nel migliore dei modi. Gli andalusi vengono sconfitti per 5-4 dopo i tempi supplementari dal Barcellona nella gara che assegna la Supercoppa europea. In campionato la compagine di Unai Emery si classificherà settima, ma riuscirà ad ottenere nuovamente l'accesso in Champions League per la stagione successiva grazie al trionfo per 3-1 nella finale di Europa League, il 18 maggio a Basilea contro il Liverpool. Il Siviglia diviene la prima squadra capace di vincere per tre volte consecutive il trofeo. Questo tris di successi consecutivi in una competizione europea non si verificava da quarant'anni (quando il Bayern Monaco, nel 1975-1976, aveva vinto la sua terza Coppa dei Campioni consecutiva, facendo seguito all'Ajax, che aveva conseguito un analogo risultato all'inizio di quel decennio). Il 22 maggio 2016 allo Stadio Vicente Calderón di Madrid il club andaluso è sconfitto per 2-0 dopo i tempi supplementari nella finale di Coppa del Re contro il Barcellona.

### 2016-oggi: i cambi di allenatore e i nuovi successi in Europa League
In vista della nuova stagione Emery lascia il club ed è sostituito dall'argentino Jorge Sampaoli. Nell'agosto 2016 il Siviglia comincia l'annata sfiorando il successo in Supercoppa europea: contro il Real Madrid, al Lerkendal Stadion di Trondheim, è in vantaggio per 2-1 sino al terzo minuto di recupero del secondo tempo, quando è raggiunta sul pari prima di perdere la sfida nei tempi supplementari (3-2). Pochi giorni dopo è sconfitta anche dal Barcellona nella doppia finale di Supercoppa di Spagna (2-0 in casa e 3-0 al Camp Nou). In Champions League la compagine andalusa supera la fase a gironi e raggiunge gli ottavi di finale, dove è eliminata dal Leicester City (vittoria per 2-1 in casa e sconfitta per 2-0 al King Power Stadium), mentre in campionato si piazza quarta, qualificandosi per i preliminari di Champions League. Alla fine della stagione Sampaoli lascia la panchina andalusa per allenare la nazionale argentina.
La gestione del sostituto di Sampaoli, il connazionale Eduardo Berizzo, sarà breve. Malgrado aver centrato la qualificazione agli ottavi di Champions League, il tecnico è esonerato il 22 dicembre 2017 con la squadra al quinto posto, dopo aver raccolto un punto nelle ultime tre partite. Gli subentra Vincenzo Montella, che firma un contratto di un anno e mezzo. Anche la gestione Montella si interrompe prima del previsto, il 28 aprile. Nonostante lo storico approdo ai quarti di finale di Champions League dopo aver eliminato agli ottavi il favorito Manchester Utd (l'eliminazione avverrà per mano del Bayern Monaco) e alla finale di Coppa del Re, persa malamente (5-0) contro il Barcellona, il tecnico napoletano paga i deludenti risultati in campionato (16 punti in 19 giornate) e una striscia di 9 partite senza vittorie, comprensiva di 5 sconfitte consecutive. L'allenatore italiano è avvicendato per il finale di stagione da Joaquín Caparrós, la cui gestione dura quattro partite. La squadra chiude al settimo posto, valido per la qualificazione ai preliminari di Europa League dato che il Barcellona, già qualificato alla Champions League, aveva vinto anche la Coppa del Re, lasciando dunque un posto libero per la seconda competizione europea.
La stagione 2018-2019 comincia con la nomina del nuovo allenatore, Pablo Machín, che a novembre porta la squadra al primo posto della Primera División e per gran parte del campionato mantiene gli andalusi in una posizione di classifica utile per la qualificazione alla UEFA Champions League. Un calo accusato dall'inizio del 2019, dovuto anche al grande numero di partite ufficiali (oltre 50) disputato in stagione, fa scivolare poi la squadra al sesto posto, cui si sommano le brutte eliminazioni ai quarti di finale della Coppa del Re contro il Barcellona (vittorioso per 6-1 in casa al ritorno dopo aver perso per 2-0 l'andata) e dall'Europa League agli ottavi di finale contro lo Slavia Praga (2-2 in casa, 2-2 in trasferta e sconfitta per 4-3 dopo i tempi supplementari, con gol decisivo subito al 119º minuto di gioco). All'indomani dell'inattesa disfatta contro i cechi, Machín è esonerato e sostituito dal rientrante Caparrós, che guida i suoi al sesto posto finale.
Il successore di Caparrós è Julen Lopetegui, che nel 2019-2020 porta gli andalusi al quarto posto finale in campionato e alla finale di Europa League, in cui la squadra coglie un altro successo, battendo per 3-2 l'Inter. Nel 2020-2021 Siviglia inizia perdendo la partita di Supercoppa europea contro il Bayern Monaco per 2-1 ai tempi supplementari; raggiungerà il quarto posto in campionato, valevole per la qualificazione alla UEFA Champions League.
La stagione 2022-2023 inizia con il piede sbagliato, con la squadra che in campionato riesce a vincere una sola gara fino agli inizi di ottobre, quando Lopetegui viene esonerato anche a seguito del difficile inizio nel girone di UEFA Champions League (un pari e una sconfitta). Al suo posto viene nominato il rientrante Sampaoli, che viene sollevato dall'incarico a marzo, non essendo riuscito a portare la squadra in una zona più tranquilla. Il successore è José Luis Mendilibar, che prende la squadra al quattordicesimo posto, a soli due punti dalla zona retrocessione, e la conduce a metà della classifica, mentre in ambito continentale riesce a proseguire il percorso in Europa League fino alla vittoria del trofeo, ai rigori nella finale di Budapest contro la Roma. Per gli andalusi è il settimo trionfo nella competizione nella settima finale disputata.